# Kūya
Kūya (空也?   903 - 20 de octubre de 972) fue un monje itinerante japonés que, junto con Genshin y Jakushin, fue uno de los primeros promotores de la práctica del nembutsu entre las clases populares para permitir la salvación y la entrada a la tierra pura de Amida. El movimiento tuvo fuerza durante la era Heian como una reacción al estilo sofisticado y militar de los templos durante la edad del Mappō.

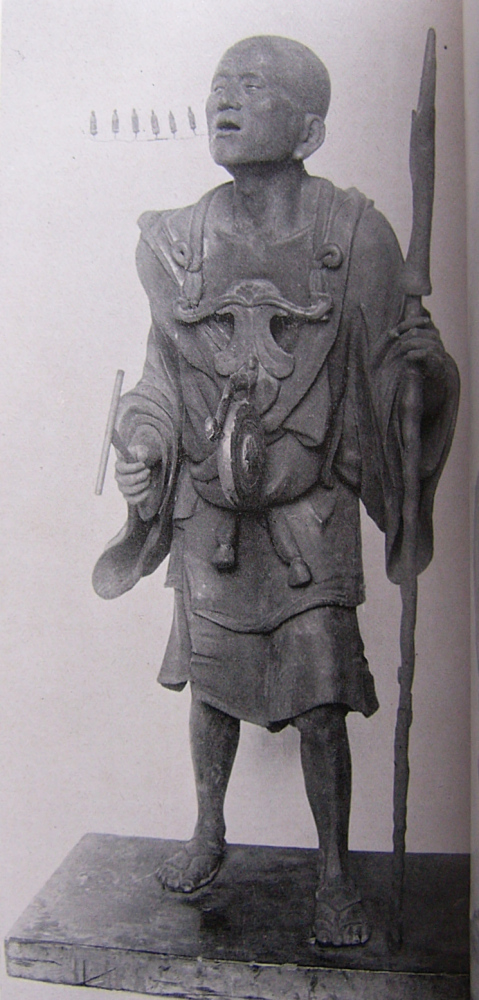
Estatua de Kūya por Kōshō, en el templo Rokuharamitsu-ji (六波羅蜜寺), Kioto, hecho alrededor de la primera década del siglo XIII y considerado Propiedad Cultural Importante. Las seis sílabas del nembutsu, «na-mu-a-mi-da-butsu», son representados literalmente por seis figuras pequeñas de Amida emergiendo de la boca de Kūya.

Se cree que tuvo descendencia aristocrática o imperial, Kūya fue un Upāsaka de la secta Tendai pero se retiró del Monte Hiei e hizo proselitismo del nembutsu en Kioto y en las provincias, adquiriendo el nombre de Ichi hijiri (hombre sagrado del mercado) y Amida hijiri. Kūya tomó imágenes de él en sus viajes y añadió ritmos musicales y danza a sus creyentes, conocido como odori nembutsu. Al igual que Gyōki, se le atribuye la realización de obras públicas como construir puentes y calles, cavar pozos y sepultar cadáveres abandonados.